# Référendum espagnol sur l'OTAN de 1986
Le référendum sur le maintien de l'Espagne dans l'OTAN de 1986 (en espagnol : Referéndum sobre la permanencia de España en la OTAN de 1986) se tient le mercredi 12 mars 1986, afin de déterminer si le royaume d'Espagne doit rester un État membre de l'Organisation du traité de l'Atlantique nord (OTAN), à laquelle elle appartient depuis 1982.
Le scrutin, marqué par un taux de participation d'environ 60 %, voit la victoire du « Oui » à 53 %.

## Contexte
Pendant la guerre froide, en particulier après la signature des accords de Madrid— qui sort la dictature franquiste de son isolement international — l'Espagne est intégrée au sein du Bloc de l'Ouest sans adhéré aux organisations militaires et économiques post-seconde guerre mondiale. Une fois la démocratie restaurée, les gouvernements de l'UCD prônent un rapprochement progressif avec les structures politico-militaire du continent européen, OTAN compris. En ce sens, l'Espagne devient le 16e membre de l'OTAN le 30 mai 1982. Cependant, la gauche espagnole dans son ensemble, rejeta cette adhésion. Le PSOE, en particulier, souhaite que l'Espagne n'appartienne à aucune alliance militaire. De plus le PSOE s'engage, qu'en cas de victoire aux élections législatives, il convoquerais un référendum afin que la population puisse prendre une décision finale. Le 28 octobre 1982, quelques mois seulement après l'entrée de l'Espagne dans l'OTAN, le PSOE dirigé par Felipe González remporte la majorité absolue aux Cortès Général.
Après l'entrée de l'Espagne dans la CEE en 1986, le moment est venu de convoquer les Espagnols sur l'adhésion de l'Espagne à l'OTAN. Mais Felipe González et son gouvernement préfère finalement défendre le maintien de L'Espagne dans l'OTAN, bien qu'à trois conditions : la non-incorporation dans la structure militaire, interdiction du stockage d'armes nucléaire sur le territoire espagnol, réduction des bases militaires américaines en Espagne installée depuis 1953. Ce revirement politique provoque la démission du ministre des Affaires étrangères, Fernando Morán et oblige González d'être extrêmement convainquant au 30e congrès du PSOE pour convaincre son parti de faire campagne pour le "oui".
Selon Santos Juliá, différents facteurs ont influencé le changement d'attitude du cabinet González I, comme « la pression des États-Unis et de plusieurs pays européens; la corrélation entre maintien dans l'OTAN et intégration européenne ; le rapprochement avec l'Alliance adopter très tôt par le ministère de la Défense ». À cela s'ajoute l'idée qu'il n'était pas judicieux de quitter l'OTAN à un moment où les tensions de la guerre froide se sont exacerbées.
Historiquement, la majorité de la population espagnole est opposée à l'entrée de l'Espagne dans l'alliance atlantique : en octobre 1981, soit quelques mois seulement avant l'officialisation de l'adhésion à l'OTAN, seuls 18,1% des sondée sont expressément favorable à l'alliance Atlantique contre 52% y sont opposés, tandis qu'une large majorité — 69% — sont favorable à ce que l'adhésion soit décidé par référendum. En février 1986, un mois avant le référendum, un sondage publié par El País conclu que 39% voterait "non" contre 21% pour le "oui".
Face au revirement du PSOE, le Parti communiste d'Espagne forme une large coalition des partisans du "non"  d'où sortira Izquierda unida, une coalition de gauche qui se présentera aux élections législatives de juin 1986. De son côté la droite espagnole, dont son parti lige, l'Aliance populaire (AP)—  pourtant pro-atlantiste — opte paradoxalement pour l'abstention ce qui ne sera pas sans conséquence pour son leader historique, Manuel Fraga.

## Campagne
Lors du référendum, les citoyens espagnols de plus de 18 ans ont reçu un bulletin de vote avec le texte et la question soumise au vote, formulée ainsi : 

« El Gobierno considera conveniente, para los intereses nacionales, que España permanezca en la Alianza Atlántica, y acuerda que dicha permanencia se establezca en los siguientes términos:
1.º La participación de España en la Alianza Atlántica no incluirá su incorporación a la estructura militar integrada.
2.º Se mantendrá la prohibición de instalar, almacenar o introducir armas nucleares en territorio español.
3.º Se procederá a la reducción progresiva de la presencia militar de los Estados Unidos en España.
¿Considera conveniente para España permanecer en la Alianza Atlántica en los términos acordados por el Gobierno de la Nación? »

« Le Gouvernement estime opportun, dans l’intérêt national, que l’Espagne reste dans l’Alliance atlantique et convient que cette permanence sera établie dans les termes suivants :
1. La participation de l’Espagne à l’Alliance atlantique n’inclut pas son incorporation dans la structure militaire intégrée.
2. L’interdiction d’installer, de stocker ou d’introduire des armes nucléaires sur le territoire espagnol est maintenue.
3. La présence militaire des États-Unis en Espagne sera progressivement réduite.
Jugez-vous souhaitable que l'Espagne reste membre de l'Alliance atlantique dans les conditions déterminées par le gouvernement de la Nation ? »

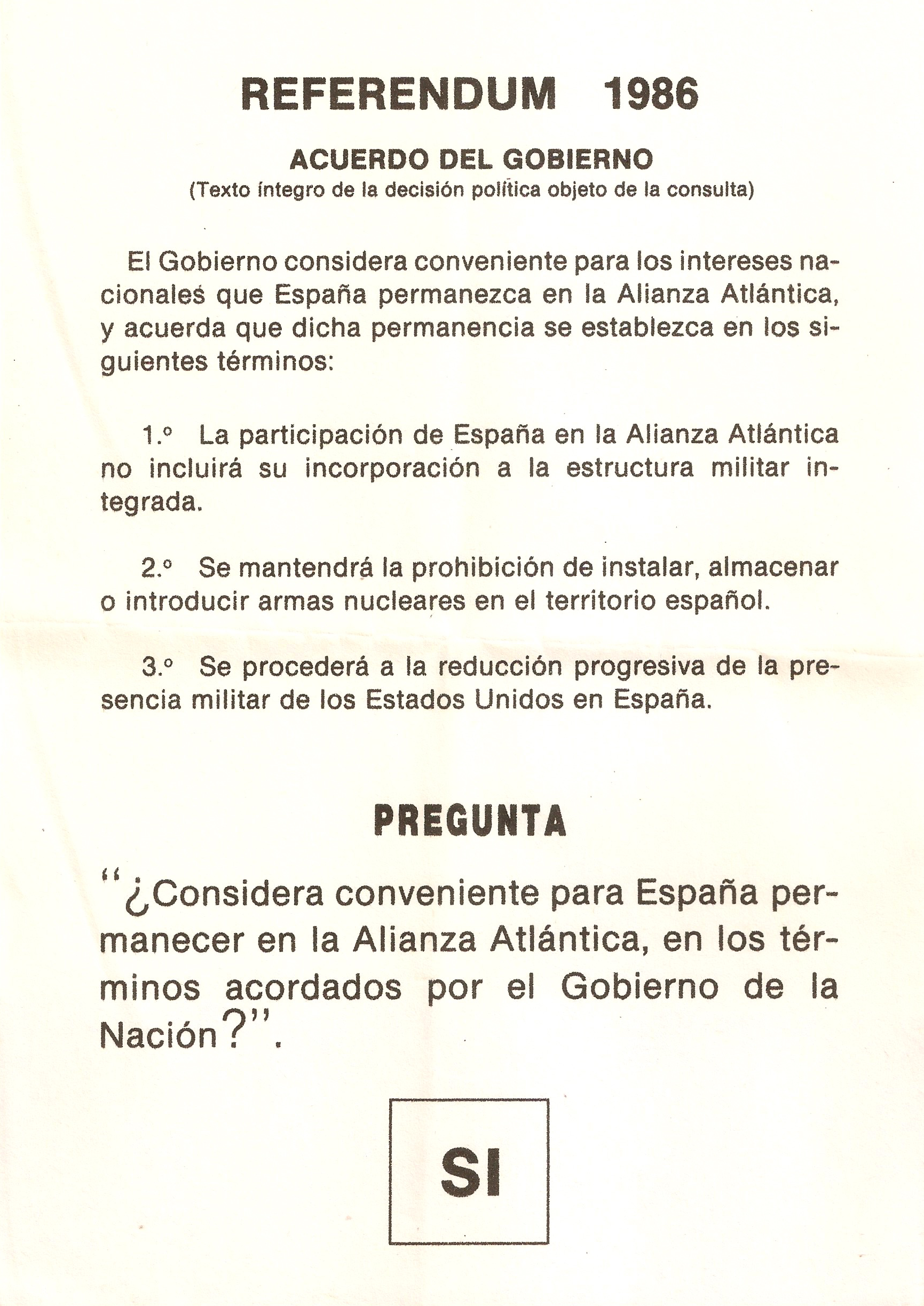
Bulletin de vote pour
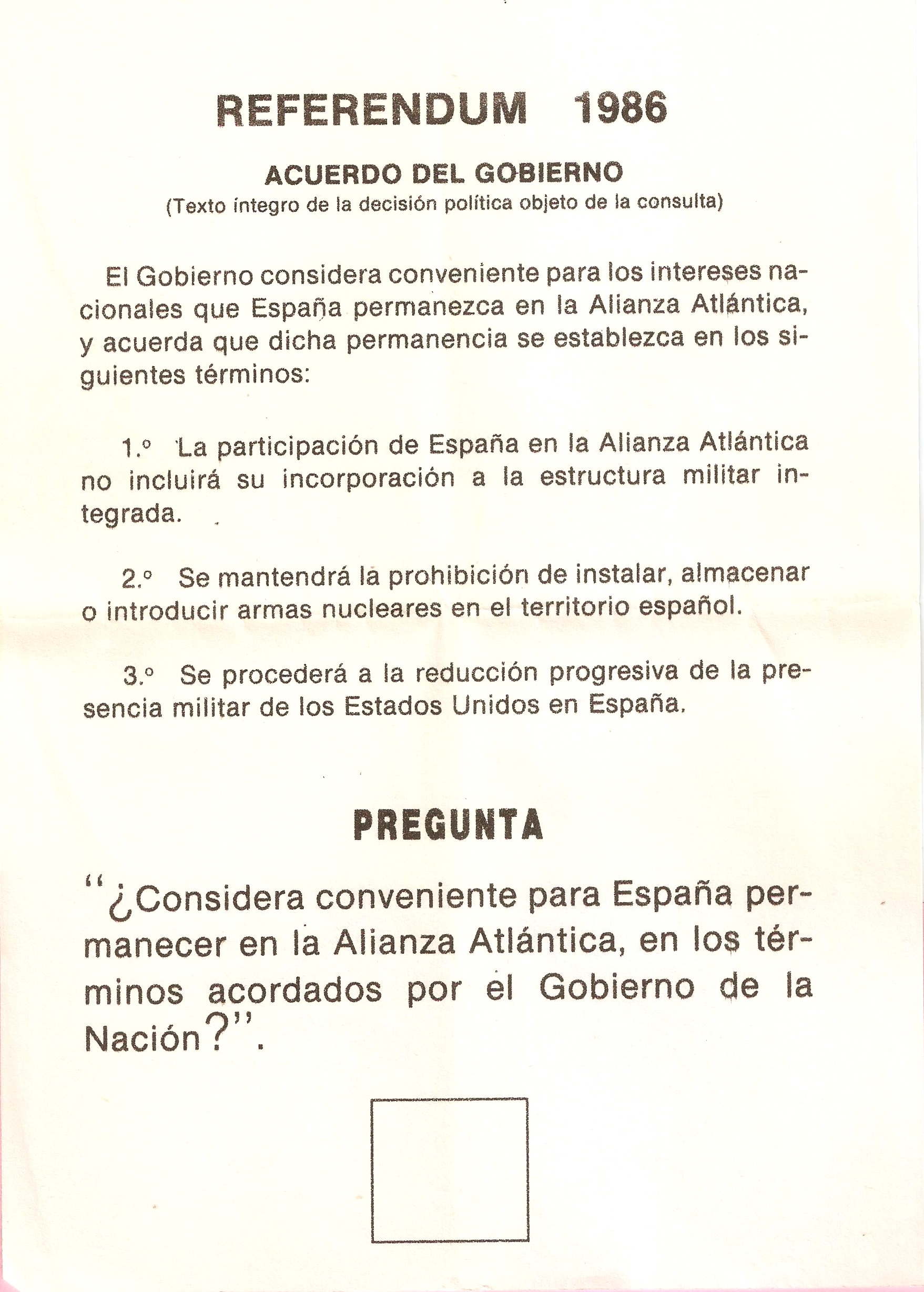
Bulletin de vote blanc
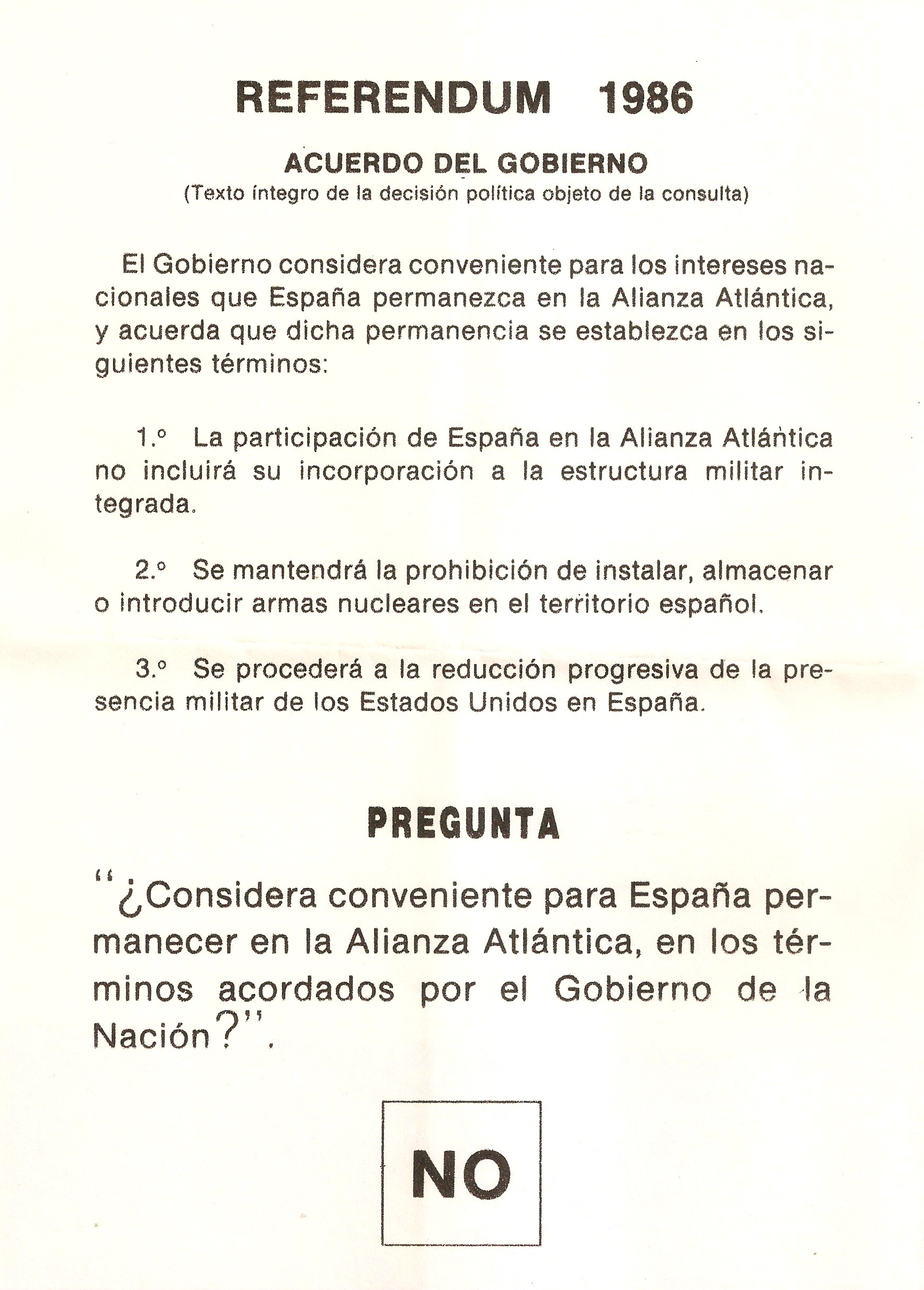
Bulletin de vote contre

L’une des raisons pour lesquelles ce référendum a été controversé est le fait que le PSOE s’est toujours prononcé contre l’adhésion à l’OTAN avant sa victoire électoral de 1982, en utilisant le slogan : 

« OTAN, de entrada no »

« L’OTAN, d’entrée, c'est non »

 Ce changement de postulat du parti a été particulièrement difficile pour ses électeurs, qui étaient initialement en faveur du « non » ; en 1979, 74 % des électeurs du PSOE étaient contre l’OTAN et 7 % pour). Au sein du parti, son organisation de jeunesse, la  Jeunesses socialistes d'Espagne, s’est positionnée en faveur du « non », tout comme le syndicat UGT, historiquement lié au parti.

## Résultats
| Oui                    | 9 054 509  | 53,09 |  |  |
| Blancs                 | 1 127 673  | 6,61  |  |  |
| Non                    | 6 872 421  | 40,30 |  |  |
|                        |            |       |  |  |
| Votes valides          | 17 054 603 | 98,89 |  |  |
| Votes nuls             | 191 849    | 1,11  |  |  |
| Total                  | 17 246 452 | 100   |  |  |
| Abstention             | 11 778 042 | 40,58 |  |  |
| Inscrits/Participation | 29 024 494 | 59,42 |  |  |

| Oui 9 054 509 (53,09 %) |  |  |  | Non 6 872 421 (40,30 %) |
| ▲                       |  |  |  |                         |
| Majorité absolue        |  |  |  |                         |

Contre toute attente, Felipe González – qui a annoncé qu’il démissionnerait si le « NON » l’emportait, ce qui semble avoir influencé de nombreux électeurs – réussi à remonter dans les sondages et le « OUI » fini par l'emporter, bien qu'avec une marge étroite. 
Le « NON » triomphe dans quatre communautés : la Catalogne, le Pays basque, la Navarre et les îles Canaries. 
En Galice, bien que le « OUI » l'ait emporté, le taux de participation n’atteint pas les 40 %. Le taux plus bas d’Espagne. 
Au Pays basque, la campagne anti-OTAN favorise la croissance de Herri Batasuna, parti de la gauche abertzale et bras politique d'ETA, qui remporte cinq sièges lors des élections régionales d’octobre 1986.